# Вилхелм фон Тома
Вилхелм Йозеф Ритер фон Тома (на немски: Wilhelm Josef Ritter von Thoma) е немски офицер служил по време на Първата световна война, Гражданската война в Испания и Втората световна война, достигайки чин генерал от танковите войски.

## Биография

### Ранен живот и Първа световна война (1914 – 1918)
Вилхелм фон Тома е роден на 11 септември 1891 г. в Дахау, Германска империя. През 1912 г. се присъединява към армията като офицерски кадет от пехотата. Участва в Първата световна война, където се отличава. Получава аристократичната титла „Рицар“ и баварския орден „Макс Йозеф“.

#### Междувоенен период
След края на Първата световна война служи в Райхсвера. По време на гражданската война в Испания командва немските танкови части от легион Кондор. Участва в повече от 100 бронетанкови сражения.

### Втора световна война (1939 – 1945)
След като се завръща в Германия през 1939 г. поема командването на 3-ти танков полк. През 1940 г. заема поста генерал на моторизираните войски към Главното командване на сухопътните войски (на немски: OKH) и между 1940 и 1941 г. командва 17-а танкова бригада. На 1 август 1940 г. е издигнат в чин генерал-майор. След смъртта на генерал Вебер временно поема командването на 17-а танкова дивизия. През октомври 1941 г. поема ръководството на 20-а танкова дивизия. През май 1942 г. отново заема същото назначение в ОКХ. На 1 септември 1942 г. поема командването на Немския африкански корпус. На 1 август 1942 г. е издигнат в чин генерал-лейтенант, а на 1 ноември в генерал от танковите войски.

#### Пленяване и смърт
Пленен е на 4 ноември 1942 г. в последните етапи на битката при Ел Аламейн. След войната е освободен и се завръща в Дахау, където умира на 30 април 1948 г.

## Военна декорация
| - Германски орден „Железен кръст“ (1914) – II (17 октомври 1914) и I степен (3 юни 1915) - Баварски орден „За заслуга“ (1914) – IV степен с мечове (16 ноември 1914) - Австрийски орден „За заслуга“ (1916) – III степен с военна декорация (5 април 1916) - Германска „Значка за раняване“ (1916) – сребърна (22 ноември 1916) - Германски орден „Кръст на честта“ (1934) | - Испански кръст (?) – златен с мечове и диаманти - Танкова значка на „Легион Кондор“ (?) – златна - Сребърни пластинки към ордена Железен кръст (1939) – II (?) и I степен (?) - Германски медал „За зимна кампания на изтока 1941/42 г.“ (?) - Рицарски кръст (31 декември 1941) |